# 李贵 (1915年)
李贵（1915年11月—2002年8月28日），男，内蒙古临河人，中华人民共和国政治人物。

## 生平
小学就读于临河第一完全小学，中学就读于归绥中学，1937年回临河任教，1937年赴延安参加革命，1938年6月，加入中国共产党。1939年6月，到中组部训练班、陕北公学、志丹县、中共中央党校、中央隋报部西北公学、雁北情报处、晋绥公安处学习工作，1948年11月，任包头市公安局副局长，1949年7月参加绥远工作组。10月随新的绥远省政府进入归绥。
中华人民共和国成立后，1950年初参加绥西生产建设工作团。曾任中共陕坝地委委员、公安处处长、河套专署党组副书记，1952年4月，调绥远省公安厅，先后任绥远省公安厅副处长、处长，1954年9月任内蒙古公安厅副厅长，1960年7月，任中共呼伦贝尔盟委员会书记兼中共大兴安岭林业管理局党委副书记、林管局局长。1963年3月，任内蒙古林业厅副厅长，1965年1月，任中共呼和浩特市委第一书记。1972年9月任中共包头市委副书记。1974年5月任中共巴彦淖尔盟委员会第一书记、巴彦淖尔盟革命委员会主任。
1977年10月，调中共中央统战部常务副部长、第五至七届全国人大民族委员会副主任委员。1994年退休。2002年8月28日在北京去世。